# 人類中心主義
人類中心主義（英語：anthropocentrism）指認為人類是地球上以至宇宙間最核心或者最重要的物種，且評價現實的真實與否亦依赖于人類喜恶的視角，其首要概念也可理解為人類至上或人类特殊论。人類中心主義是環境倫理學和環境哲學的主要概念，被認為是人類為何與自然環境發生衝突的根本原因，但這種理念已經根植在大多數人類的心中。

## 基督教
在1985年加拿大國營頻道的《予取予攜的行星》（A Planet For the Taking）系列節目中，大衛·鈴木講述了舊約的人類中心主義，以及它如何形成了今天西方人的對非人動物的觀點，例如創世紀1章26節中曾說：
|  | 神説：「我们要照着我们的形象，按着我们的样式造人；使他们管理海裡的鱼、空中的鸟、地上的牲畜，以及全地，和地上所有爬行的生物。」 |

其中的“管理”一詞存在爭議，很多聖經學者（特別是羅馬天主教和非新教教徒）認為這個翻譯有問題，它的真意是要人類照顧地球及其上眾生，而不是说人天生比別的生命優越。拉丁通俗譯本聖經認為上帝擁有所謂人類對眾生的照看義務。
除了創世記，也有經文指出，人的靈向上升，但動物的靈會向下入地。如傳道書說：
|  | 「誰知道人的靈是往上升，獸的魂是下入地呢？」 |

傳道書3:21

## 儒家
孟子提出人禽之辨，指出只有人類才發出道德禮教；《尚書》則提出人類乃萬物之靈。雖然其著眼點為人類有道德禮教的規範，但隱含了人類較其他動物優越的觀點；更甚者則發展出「人類並非動物」的思想。

## 和各種理論的關係

### 環境倫理學和環境哲學
人類中心主義的重要著作有戴夫·佛曼的《一個環境戰士的自白》，環保主義者認為人類中心主義是人類之所以主宰世界并認為有必要開發世界的其他地區的潛在原因。環境哲學認為人類中心主義和傳統西方對於無人類世界態度的系統性偏差有關。瓦爾·普盧姆伍德則認為人類中心主義扮演了類似男性中心主義在女權主義中和種族中心主義在反種族主義中的地位。
約翰·帕斯莫爾的《人類對自然的責任》（Man's Responsibility for Nature）是最早的闡述環境倫理學的論文之一，這篇文章因其傳統的人類中心主義論調而受到了深層生態學捍衛者的抨擊，人類中心主義的支持者指出为了人類的幸福，維持一個健康、可持續的環境是有必要的，這個論點並不是十分以人類為中心，但是威廉·格雷說：“這個膚淺的觀點之所以錯誤並不是因為其專注於人類幸福，而是因為它沒有考慮到何為真正的幸福。”
不過即使一些環保主義者也有著類似人類中心主義的觀點：他們支持保護環境是爲了人類的利益。此外，生物中心主義也被認為是人類中心主義的對立面。

### 人權
人類中心主義奠定了人權中某些自然權利的基石，一些人類中心主義者認為既然生而為人，那麼維護普遍人權就是必然的。哲學家莫蒂默·傑爾姆·阿德勒認為一旦人類認為自己並不比別的物種優越，那麼令我們擁有自由的智慧基礎就崩潰了：“爲什麽我們不能像判定我們應對馱牲、殺來吃肉做衣的動物或者害蟲和有害的捕食動物該採取什麽行為一樣，令優越者判定對奴役、剝削甚或種族屠殺該採取什麽行為？”
發現研究所的威斯利·J·史密斯認為是人類中心主義使人們產生了對彼此的責任感，並能人道地對其他動物。他曾寫道：“因為我們‘是’無可爭議的獨特物種——唯一可以關注道德問題并確立職責的物種——我們肯定可以理解對待其他動物何為對錯、善惡、是非，更簡潔地說，做人若不必善待動物，那麼到底應該怎樣？”

### 進化論
一些支持者認為人類中心主義的出現是人腦進化的必然結果，但是另外一些人認為雖然人類中心主義不可避免，但是應該要避免過度以人類為中心。
2012年的紀錄片《所謂高等的人類》中說生物會自然而然地珍視他們自己的特徵，這導致人類誤以為自己高其他物種一等。

## 擴展閱讀
- Bertalanffy, General System Theory (1993): 239-48
- Boddice, Rob (ed), Anthropocentrism: Humans, Animals, Environments (Leiden and Boston, Brill: 2011)
- White, Lynn Townsend, Jr（英语：Lynn Townsend White, Jr.）, "The Historical Roots of Our Ecologic Crisis", Science, Vol 155 (Number 3767), March 10, 1967, pp 1203–1207
- Seigel, Michael T., , Pacifica: Australian theological studies (Brunswick, Australia: Pacifica Theological Studies Association), May 2002, 16 (1): 67–88 (2003 Feb)  [2012-07-22], ISSN 1030-570X, （原始内容 (PDF)存档于2012-03-21） |contribution=被忽略 (帮助);

- Chew, Sing C. "Ecology in Command"
- Chew, Sing C. "Ecological Futures"